# 凯文·李
小凯文·杰西·李（Kevin Jesse Lee Jr.；1992年9月4日—）是一名美国综合格斗家，现在终极格斗冠军赛次中量级比赛，此前曾参加UFC的轻量级比赛以及雄鹰格斗冠军赛。

## 生平
李于1992年9月4日出生于密歇根州大急流城，在底特律长大。他有一个姐姐和两个弟弟，其中一个弟弟基思也是Bellator签约的职业综合格斗运动员。
他从小打篮球，在密歇根州南菲尔德高中（Southfield High School）三年级时开始学习摔跤，后进入大峽谷州立大學并在摔跤上取得37-0的成绩。但他没有完成学业，退学并转向综合格斗。
2014年2月1日，李在UFC 169上首次亮相，对阵艾尔·亚昆塔，但以一致裁决输掉比赛。失利后，李从他的家乡密歇根搬到拉斯维加斯，专心提高自己的技术。
2021年12月15日，有消息称李与雄鹰格斗冠军赛签订了4场比赛的合同。2022年3月11日，李在Eagle FC 46对阵迭戈·桑切斯，以一致裁决赢得比赛。
2023年初，李回到UFC。

## 个人生活
2023年1月9日，李宣布皈依伊斯兰教。
李在2020年美國總統選舉中支持伯尼·桑德斯，并于2019年12月在拉斯维加斯桑德斯的集会上发表讲话。